# Théodore Brauner
Pour l’article homonyme, voir Brauner.
Théodore Brauner ou Teddy Brauner, né le 20 mars 1914 à Vienne (Autriche) et mort le 7 mars 2000 à Issy-les-Moulineaux, est un photographe et dessinateur d'origine roumaine. Il est le plus jeune frère du peintre surréaliste Victor Brauner.

## Biographie
Peu après sa naissance, sa famille, d'origine roumaine, retourne en Roumanie puis rejoint la capitale Bucarest en 1918. À l'âge de 13 ans il fonde la revue Fiunk avec des amis. En 1929, il rejoint la revue Alge (Alge, revista de Arta Moderna, éditée par le poète Aureliù Baranga, paraît en 7 numéros entre 1930 et 1931 ; trois numéros suivent en 1933.) au sein duquel militent Paul Paùn et Ghérasim Luca. Passionné de photographie et très au fait de l'avant-garde artistique, il met au point en 1934 le Solarfix, technique inédite de photogramme réalisé avec la lumière solaire en prise directe et sans appareil.
En 1942, il s'enfuit de Roumanie sur un bateau avec un petit groupe de réfugiés et, après un périple de six mois, atteint Beyrouth où il est arrêté par les Anglais. Il est ensuite déporté à Chypre où il est interné pendant deux ans.
Il rejoint Tel-Aviv en 1944 (Palestine). Il réalise des reportages de presse pour gagner sa vie dès 1945 et devient proche de Robert Capa mais poursuit son travail sur les Solarfix. En 1952, ils seront regroupés et exposés sous le titre Saturnalia au musée Beth Haomanim (Maison des Artistes) de Jérusalem. La même année, il séjourne à Paris et réalise des clichés du groupe surréaliste. 
En 1954, il initie le récit qui sera bien plus tard publié en 1962 sous le titre du Silent visitor, témoignage personnel illustré sur une chauve-souris cleptomane. Afin de provoquer des clichés il conçoit même un mécanisme par lequel l'animal déclenche lui-même les prises de vues de ses forfaits…
En 1956, il s'installe définitivement à Paris et s'attaque à la fameuse série des Masques, photographies anthropomorphiques, dans laquelle il s'attache de manière systématique à identifier, en les dotant d'une existence poétique, les objets qui nous entourent.

## FestivalPhoto - Saint-Germain-des-près2011
- Helen Adkins, Hommage à Théodore Brauner : Solarfixes, Galerie Alain Le Gaillard, Paris, 3-30 novembre 2011.
- Helen Adkins, Marion Brauner, Hommage à Théodore Brauner : Un visiteur silencieux, Galerie Le Minotaure, Paris, 3-30 novembre 2011.
- Rose-Hélène Iché, Les Masques de Théodore Brauner, Institut Culturel Roumain, Paris, 3-30 novembre 2011.